# Liangping, Wushan
Liangping (kinesiska: 两坪) är en socken i sydvästra Kina. Den ligger i häradet Wushan i storstadsområdet Chongqing, omkring 370 kilometer nordost om det centrala stadsdistriktet Yuzhong. Antalet invånare är 16 794. Befolkningen består av 7 749 kvinnor och 9 045 män. Barn under 15 år utgör 23,0 %, vuxna 15-64 år 66 %, och äldre över 65 år 9,0 %.